# Zjednoczona Komunistyczna Partia Gruzji

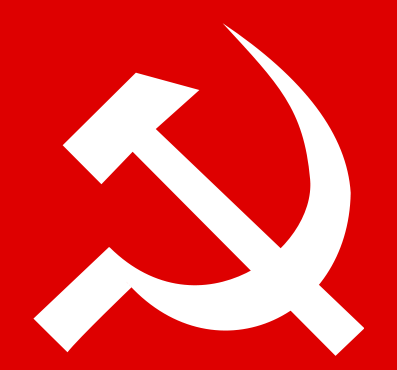
Logo partii

Zjednoczona Komunistyczna Partia Gruzji (gruziński: საქართველოს ერთიანი კომუნისტური პარტია, Sakartvelos Ertiani Komunisturi Partia, SEKP) – gruzińska komunistyczne partia polityczna. Ugrupowanie powstało w 1994 z połączeniu kilku marginalnych komunistycznych ruchów politycznych wywodzących się z KPZR. Przewodniczącym partii jest Nurgaz Awaliani. Partia wydaje Komunisti. Partia jest członkiem Związku Partii Komunistycznych - KPZR. Ugrupowanie zajmuje stanowisko prorosyjskie. W swojej działalności odwołuje się także do idei Stalina.